# Watra (ognisko)
Watra – słowo pochodzenia wołoskiego – duże ognisko, nad którym rozstawiony jest wysoki drewniany trójnóg. Nazwa spotykana szczególnie w Karpatach, ale także poza ich obszarem. Rozpalenie watry ma na celu przywołanie pamięci o ludziach, którzy odeszli, wspominanie dawnych czasów, obudzenie poczucia wspólnoty, przywołanie tradycji, zwołanie sąsiadów, a czasami po prostu wywołanie specyficznego nastroju. Przy watrze często śpiewano, snuto opowieści lub w milczeniu spędzano razem czas. Na trójnogu można przyrządzać posiłki, suszyć ubrania itd.
Dawniej termin ten dotyczył ognisk rozpalanych w bacówkach lub szałasach.

## Literatura
- Brückner A. (1957). Słownik etymologiczny języka polskiego. Warszawa: WP